# Invasores (Marvel Comics)
Los Invasores es el nombre de dos equipos de superhéroes ficticios que aparecen en los cómics estadounidenses publicados por Marvel Comics.

## Historial de publicaciones
El primer grupo fue creado por el guionista Roy Thomas y el dibujante Sal Buscema en The Avengers #71 (diciembre de 1969).
Una encarnación actual fue presentada por el escritor Chuck Austen y el dibujante Scott Kolins en The Avengers vol. 3, #82 (julio de 2004).

## Trayectoria
El prototipo de los Invasores, el Escuadrón de Todos los Ganadores, creado por el editor Martin Goodman y el guionista Bill Finger, fue una característica histórica del cómic de la Edad de Oro con solo dos apariciones: en All Winners Comics # 19 (Otoño de 1946) y # 21 (Invierno de 1947; no hubo problema # 20). Este equipo tenía casi la misma membresía que los Invasores, pero tuvo sus aventuras en la era posterior a la Segunda Guerra Mundial, cuando se publicaron sus aventuras. Este grupo también se destacó por ser el primero en el que sus miembros no se llevaban del todo bien, prefigurando los conflictos internos de los Cuatro Fantásticos en la década de 1960.

### Segunda Guerra Mundial
El equipo de Invasores apareció por primera vez en historias retrospectivas ambientadas durante la Segunda Guerra Mundial, y estaba compuesto por personajes existentes de Timely Comics, el predecesor de Marvel en la década de 1940. Originalmente, el Capitán América (Steve Rogers), su compinche Bucky (James Barnes), la Antorcha Humana (androide) original ("Jim Hammond"), el compinche Toro (Thomas Raymond) y Namor el Príncipe Submarino estaban juntos como héroes que se oponían a las fuerzas del nazismo. Cuando estos superhéroes salvaron la vida del primer ministro británico Winston Churchill del Hombre Supremo, el agradecido Churchill sugirió que deberían convertirse en un equipo, conocido como los Invasores.
Los Invasores lucharon contra los poderes del Eje en todo el mundo hasta que finalmente se encontraron en Inglaterra, donde conocieron a Lord James Montgomery Falsworth, el Union Jack original. Se unió al equipo y les proporcionó una base de operaciones en Inglaterra. Finalmente, los hijos de Falsworth, Brian  (Union Jack II) y Jacqueline (Spitfire), se convirtieron en miembros. El equipo luego agregó a Miss América (Madeline Joyce) y al súper veloz Zumbador (Bob Frank), durante una batalla con el Súper Eje. Más tarde, contra la amenaza del eje de batalla, el equipo fue asistido por Blazing Skull y el Silver Scorpion.
El equipo continuó luchando contra varias amenazas (incluida la ocupación nazi de Atlantis y la aparición de HYDRA respaldada por un Barón Strucker que viajaba en el tiempo) y se enfrentó a un trauma emocional con la aparente muerte del Capitán América y Bucky en la explosión de un avión no tripulado cerca al final de la Segunda Guerra Mundial, como se describe por primera vez en The Avengers # 4 (marzo de 1964). Después del final de la guerra, varios miembros, incluidos el segundo Bucky y el Capitán América (respectivamente, Fred Davis y William Naslund, anteriormente el superhéroe conocido como el Espíritu del 76), crearon un nuevo equipo, el Escuadrón de Todos los Ganadores. Cuando ese equipo se disolvió, Marvel volvió a reunir a varios miembros, haciéndolos unirse al Batallón-V de Ciudadano V.
Después de la introducción de los Invasores en las páginas de The Avengers, el equipo apareció en su propio título de prueba, Giant-Size Invaders # 1 en 1975, seguido de la serie en curso Los Invasores más tarde ese año, y una sola publicación anual en 1977. Los números 5 a 6 de la serie presentaron a otro equipo reconquistado de la Segunda Guerra Mundial, Legión de la Libertad, en un arco de dos partes, "The Red Skull Strikes", entrelazado con otra historia de dos partes en Marvel Premiere # 29-30.

### Nuevos Invasores
En 2004, se creó un nuevo equipo de Invasores en el arco de la historia de cuatro números "Once an Invader...", comenzando con The Avengers (vol. 3) # 82, escrito por Chuck Austen. El equipo revivido se dividió en su propio título, The New Invaders, con 10 números (agosto de 2004 - junio de 2005) comenzando con el número 0. Fue escrito por Allan Jacobsen con ilustraciones de C.P. Smith.
El nuevo equipo consistía en Blazing Skull (Mark Todd), una misteriosa chica generadora de llamas llamada Tara, exmiembro de la Legión de la Libertad, Thin Man (Dr. Bruce Dickson), el U.S. Agent original (John Walker, también conocido como Capitán América V), Union Jack III (Joey Chapman) y los miembros que regresan Namor y Spitfire. Más tarde, el androide eterno, la Antorcha Humana, me uní al equipo, sintiendo una afinidad por Tara, que había sido revelada como un androide. Los invasores también fueron asistidos por el ex héroe de la Edad de Oro, Fin, y su esposa atlante, Nia, aunque no se unieron oficialmente al equipo.
Fueron formados por el supuesto Secretario de Defensa de los Estados Unidos, Dell Rusk, en realidad el Cráneo Rojo I, que obligó a Thin Man a reunir este nuevo equipo, que el Cráneo tenía la intención de utilizar para sus propios objetivos. Sin embargo, los Nuevos Invasores finalmente se enteraron del plan y lo frustraron. La aparente "muerte" de la Antorcha Humana androide resultó de la traición de la Tara plantada con una Calavera. La mayoría de los miembros abandonaron el equipo después de este incidente.

### Vengadores / Invasores
La serie de crossover de 12 números de 2007 Avengers / Invaders vio al equipo original de la Segunda Guerra Mundial del Capitán América, Bucky I, Namor, la Antorcha Humana I, y Toro (dejando a Spitfire y un Union Jack II herido en el pasado) traídos al día presente del Universo Marvel por el Cubo Cósmico que había caído en manos del demonio D'Spayre. Su uso de él para aprovechar el dolor generado por la muerte del Capitán América había provocado involuntariamente que concediera el deseo de aquellos que deseaban su regreso. Al llegar en la actualidad, los invasores lucharon contra los Thunderbolts y Los Poderosos Vengadores, creyendo que son agentes nazis. Finalmente, los Invasores llegaron a confiar en los equipos de los Vengadores (versiones Poderosos y Nuevos) y acordaron regresar a donde pertenecían. Los equipos recogieron el Cubo Cósmico y un soldado estadounidense que viajó al futuro con los Invasores. Sin embargo, el soldado se encargó de robar el Cubo Cósmico y salvar a sus amigos muertos en el pasado. Esto provoca que surja una nueva corriente de tiempo. La mayoría de los Vengadores son eliminados del tiempo. El Doctor Strange logra enviar a los Invasores y a los miembros sobrevivientes de los Vengadores al pasado antes de ser borrado del tiempo.
En el pasado, el soldado crio a sus amigos muertos y sanó a un Union Jack moribundo. El soldado luego intentó destruir a los nazis con el Cubo Cósmico, pero lo perdió cuando fue atacado por el secuaz del Cráneo Rojo I. El Cráneo Rojo I más tarde tomó posesión del Cubo Cósmico y transformó el mundo en uno hecho a su propia imagen. En otro lugar, los Invasores y los Vengadores llegaron al pasado, pero descubrieron que había cambiado drásticamente. Los Vengadores tomaron identidades de los personajes de la Edad de Oro para que pudieran encajar en el pasado sin darle al Cráneo Rojo I demasiada información sobre el futuro: Luke Cage como el Vengador Oscuro, Iron Man como Electro, Ms. Marvel como la Viuda Negra, Spider-Man como el Retador, Spider-Woman como Silver Scorpion y Wolverine como Capitán Terror. La Avispa usa sus poderes para mantenerse oculta a la vista. Pusieron fin al reino de terror de Red Skull I y restablecieron la línea de tiempo a la normalidad.
Al final de la serie, Toro revive en la era moderna, gracias a la adquisición temporal del Cubo por parte de Bucky I. Su historia continuó en la serie limitada de ocho números La Antorcha, que trataba sobre la resurrección de la Antorcha Humana original. En la serie, los dos héroes de la Edad de Oro luchan contra el Pensador Loco y la Antorcha Inhumana.

### Invaders Now!
En septiembre de 2010, Marvel lanzó Invaders Now!, una miniserie protagonizada por el Capitán América (Barnes), la Antorcha Humana original, Namor el Sub-Marinero, el Capitán Steve Rogers, Spitfire y Toro. Los Invasores se reencuentran con la Visión original y Union Jack para enfrentar una amenaza resurgida de la Segunda Guerra Mundial. Esta amenaza se manifiesta como una enfermedad que muta a los infectados, causando una deformación horrible, otorgando fuerza sobrehumana y volviendo loca a la víctima con dolor y rabia. Los infectados se ven obligados a atacar y, por lo tanto, a infectar a otros. En la Segunda Guerra Mundial, este patógeno fue creado por Arnim Zola, como su último proyecto antes de sufrir las heridas que requirieron que su conciencia fuera transferida a su forma robótica. Para contener la plaga, los invasores tuvieron que matar a toda la población de una aldea en los Países Bajos, incluidos algunos que habían sido infectados, pero que aún no se habían transformado. Ahora, la infección ha regresado en la era moderna.

### All-New Invaders
En 2014, Marvel lanzó una nueva serie escrita por James Robinson y protagonizada por el Capitán América, quien finalmente será reemplazado por Sam Wilson, Soldado del Invierno, la Antorcha Humana original y Namor el Sub-Marinero. Una heroína japonesa llamada Radiance (la nieta de Golden Girl) se une al equipo durante el segundo arco del libro, y la hija de Iron Cross se une en el número 10.

### Invasores(vol. 3)
En enero de 2019, Marvel lanzó una nueva serie escrita por Chip Zdarsky que vio a los miembros originales el Capitán Steve Rogers, el Soldado del Invierno y la Antorcha Humana original reunirse para detener a otro miembro original, Namor el Sub-Marinero, que se ha convertido en una amenaza global y mentalmente inestable / trastornado.

## Ediciones recopiladas
Las historias se han recopilado en libros de bolsillo comerciales:
- Invaders Classic: The Complete Collection:
  - Volumen 1 (The Invaders # 1–22, Giant-Size Invaders # 1, Annual # 1, Avengers # 71 y Marvel Premiere # 29–30, 512 páginas, julio de 2014,, ISBN 0785190570)
  - Volumen 2 (The Invaders #23–41, The Invaders (vol. 2) #1–4 (1993), Giant-Size Invaders #2, y What If #4, 504 páginas, diciembre de 2014, ISBN 0785190589)
- Invaders Classic:
  - Volumen 1 (The Invaders #1–9, Giant-Size Invaders #1, y Marvel Premiere #29–30, 248 páginas, julio de 2007, ISBN 0-7851-2706-2)
  - Volumen 2 (The Invaders #10–21 y Annual #1, 240 páginas, julio de 2008, ISBN 0-7851-3120-5)
  - Volumen 3 (The Invaders #22–23 and #25–34, 224 páginas, febrero de 2009, ISBN 0-7851-3720-3)
    - Nota: El problema omitido # 24 fue una reimpresión del equipo de Namor / Human Torch de Marvel Mystery #17 (1941)

  - Volumen 4 (The Invaders #35–41 y The Invaders (vol. 2) #1–4 (1993), 248 páginas, julio de 2010, ISBN 0-7851-4551-6)
- Avengers Vol. 5: Once an Invader (Avengers vol. 3 #82–84, New Invaders #0, 152 páginas, noviembre de 2004, ISBN 0-7851-1481-5)
- New Invaders: To End All Wars (New Invaders #1–9, 216 páginas, julio de 2005, ISBN 0-7851-1449-1)
- Avengers/Invaders (Avengers/Invaders #1–12, 324 páginas, agosto de 2010, ISBN 0-7851-2943-X)
- Invaders: The Eve of Destruction (Marvel Universe #1–7, 192 páginas, agosto de 2010, ISBN 0-7851-4552-4)
- Invaders Now (Invaders Now #1–5, 136 páginas, marzo de 2011, ISBN 1-84653-479-8)

| Título                                           | Material recogido                                                     | Año               | ISBN                          |
| ------------------------------------------------ | --------------------------------------------------------------------- | ----------------- | ----------------------------- |
| All-New Invaders Vol. 1: Gods and Soldiers       | All-New Invaders #1–5, material desde All-New Marvel Now Point One #1 | Agosto de 2014    | 978-0785189145                |
| All-New Invaders Vol. 2: Original Sin            | All-New Invaders #6–10                                                | Diciembre de 2014 | 978-0785189152 978-0785189152 |
| All-New Invaders Vol. 3: The Martians are Coming | All-New Invaders #11–15                                               | Junio de 2015     | 978-0785192473                |

## Otros Medios

### Televisión
- Un grupo de miembros del equipo Invaders apareció en la televisión en un arco de la historia de Spider-Man: The Animated Series llamado " Seis guerreros olvidados". Muestra a Black Marvel, Capitán América, Destroyer, Miss América, Thunderer y Whizzer.
- Los Invasores aparecen en el episodio de The Super Hero Squad Show "World War Witch".[15] El equipo está formado por Bucky, el Capitán América, la Antorcha Humana y Toro. Ayudan a la Bruja Escarlata, después de que Thanos la haya enviado accidentalmente en el tiempo, detengan el complot de Red Skull para lanzar un misil a las fuerzas Aliadas.
- Los Invasores aparecen en una serie de flashbacks en el episodio de Ultimate Spider-Man, "Academia S.H.I.E.L.D." Consisten en el Capitán América, Bucky, Miss América, el androide Antorcha Humana y el Whizzer.

### Película
- En Capitán América: el primer vengador, los Invasores se combinan en concepto con los Comandos Aulladores como una fuerza de ataque bajo el comando de campo del Capitán América. Específicamente, se representa como una unidad de infantería de las Fuerzas Especiales seleccionada a mano con solo el Capitán América disfrazado. Bucky Barnes se ve en una chaqueta azul estilizada que recuerda el atuendo original del personaje.[16] Además, la unidad incluye a James Montgomery Falsworth como su miembro británico, aunque sin su disfraz o apodo.[17]

### Videojuegos
- Los Invasores hizo su debut en videojuegos en el videojuego Captain America: Super Soldier. Se infiltran en un castillo perteneciente al Barón Zemo que ha caído en manos de las fuerzas de HYDRA. Cuando son capturados, el Capitán América viene a rescatarlos.
- Los Invasores es uno de los muchos bonos de equipo disponibles en el juego de Playdom en Facebook, Marvel: Avengers Alliance. Se obtiene utilizando tanto Capitán América como Union Jack.